# Asher Tyler
Asher Tyler  (* 10. Mai 1798 in Bridgewater, Oneida County, New York; † 1. August 1875 in Elmira, New York) war ein US-amerikanischer Politiker. Zwischen 1843 und 1845 vertrat er den Bundesstaat New York im US-Repräsentantenhaus.

## Werdegang
Im Jahr 1817 absolvierte Asher Tyler das Hamilton College in Clinton. Nach einem anschließenden Jurastudium und seiner Zulassung als Rechtsanwalt begann er ab 1836 in Ellicottville in diesem Beruf zu arbeiten. Zwischenzeitlich war er auch als Vertreter für die dort ansässige Firma Devereaux Land Co. und die Erie Co. tätig. Außerdem bekleidete er in seiner Heimat verschiedene lokale Ämter. Politisch wurde er Mitglied der Whig Party.
Bei den Kongresswahlen des Jahres 1842 wurde Tyler im 31. Wahlbezirk von New York in das US-Repräsentantenhaus in Washington, D.C. gewählt, wo er am 4. März 1843 die Nachfolge von Staley N. Clarke antrat. Bis zum 3. März 1845 konnte er eine Legislaturperiode im Kongress absolvieren. Diese Zeit war von den Spannungen zwischen Präsident John Tyler und den Whigs belastet. Außerdem wurde damals bereits über eine mögliche Annexion der seit 1836 von Mexiko unabhängigen Republik Texas diskutiert.
Im Jahr 1846 zog Asher Tyler nach Elmira, wo er in das Eisenbahngeschäft einstieg. Außerdem war er einer der Gründer der Elmira Rolling Mill Co. Er starb am 1. August 1875 in Elmira.